# La Courneuve Flash
La Courneuve Flash (español: Flash de La Courneuve) es un equipo de fútbol americano de La Courneuve, Isla de Francia (Francia). 
Compite por el Casco de Diamante del Campeonato de Francia de Fútbol Americano, que es la máxima categoría nacional. 

## Historia
El equipo fue fundado en 1984, alcanzando el máximo nivel de competición en Francia en 1986 y manteniéndose allí desde entonces. En 1997 ganó su primero campeonato nacional de liga, de los nueve que tiene en la actualidad.
Ha disputado dos veces el Eurobowl (1998 y 2006), aunque perdió en ambas ocasiones.